# Општина Месешениј де Жос (Салаж)
Месешениј де Жос (рум. Meseşenii de Jos) општина је у Румунији у округу Салаж.
Oпштина се налази на надморској висини од 288 m.